# Let Them Talk (Hugh Laurie)
Let Them Talk è l'album di debutto dell'attore e musicista britannico Hugh Laurie, pubblicato nel 2011.
L'album, composto da classici brani blues, è stato pubblicato nel Regno Unito il 9 maggio 2011. Alcune delle canzoni sono collaborazioni con noti artisti come Tom Jones, Irma Thomas e Dr. John.
Laurie ha eseguito in anteprima alcuni dei suoi brani in un piccolo locale di New Orleans nel marzo del 2011. Nel Regno Unito, si è esibito nella Union Chapel a Londra, al Cheltenham Jazz Festival, al Warwick Arts Centre di Coventry, e al Royal Northern College of Music a Manchester. Laurie ha fatto inoltre diverse apparizioni televisive, tra cui quelle nei programmi di BBC Two The Graham Norton Show e Later... With Jools Holland, ed è stato intervistato in Chris Evans Breakfast Show di BBC Radio 2.

## Tracce
1. St James' Infirmary – 6:25
2. You Don't Know My Mind – 3:39
3. Six Cold Feet – 4:55
4. Buddy Bolden's Blues – 3:12
5. Battle of Jericho – 3:47
6. After You've Gone – 4:09
7. Swanee River – 2:43
8. The Whale Has Swallowed Me – 3:37
9. John Henry – 3:34
10. Police Dog Blues – 3:33
11. Tipitina – 5:06
12. Winin' Boy Blues – 2:59
13. They're Red Hot – 1:11
14. Baby Please Make a Change – 4:57
15. Let Them Talk – 4:10
16. It Ain't Necessarily So – 3:44 – bonus track

Tracce della 'special edition':
1. Guess I'm a Fool – 3:09
2. It Ain't Necessarily So – 3:46
3. Lowdown, Worried and Blue – 4:14

## Formazione
- Hugh Laurie - pianoforte, chitarra, voce solista
- Kevin Breit - chitarra[6]
- Vincent Henry - sassofono[5]
- Allen Toussaint - arrangiamento dei fiati[2]
- Joe Henry - produzione[2]

## Distribuzione
- Francia: 18 aprile 2011
- Germania: 29 aprile 2011
- Regno Unito: 9 maggio 2011

## Classifiche
| Classifiche (2011) | Posizione massima |
| ------------------ | ----------------- |
| Australia          | 55                |
| Austria            | 1                 |
| Belgio (Fiandre)   | 36                |
| Belgio (Vallonia)  | 6                 |
| Francia            | 2                 |
| Germania           | 8                 |
| Italia             | 55                |
| Paesi Bassi        | 25                |
| Regno Unito        | 2                 |
| Svizzera           | 4                 |